# Pentti Kokkonen
Pentti Juhani Kokkonen (né le 15 décembre 1955 à Jämsä) est un sauteur à ski finlandais.

## Palmarès

### Jeux Olympiques
| Épreuve / Édition | Lake Placid 1980 | Sarajevo 1984 |
| Petit Tremplin    | 5e               | 12e           |
| Grand Tremplin    | 12e              | 14e           |

### Championnats du monde
| Épreuve / Édition | Lahti 1978 | Oslo 1982 | Engelberg 1984 | Seefeld 1985 |
| Petit Tremplin    |            | 18e       |                | 15e          |
| Grand Tremplin    | 5e         | 6e        |                | 8e           |
| Par Equipes       |            | Bronze    | Or             | Or           |

### Coupe du monde
- Meilleur classement final: 7e en 1983.
- Meilleur résultat: 2e.